# Guarujá do Sul
Guarujá do Sul est une ville brésilienne de l'ouest de l'État de Santa Catarina.

## Géographie
Guarujá do Sul se situe par une latitude de 26° 23′ 07″ sud et par une longitude de 53° 31′ 40″ ouest, à une altitude de 707 mètres. Sa population était de 4 908 habitants au recensement de 2010. La municipalité s'étend sur 101 km2.
Elle fait partie de la microrégion de São Miguel do Oeste, dans la mésorégion Ouest de Santa Catarina.

## Maires
| Période | Période | Identité                     | Étiquette | Qualité |
| ------- | ------- | ---------------------------- | --------- | ------- |
| 2004    | 2008    | Claudio Inacio Weschenfelder | PT        |         |
| 2008    | 2012    | Celso Natalino Taube         | PMDB      |         |

## Villes voisines
Guarujá do Sul est voisine des municipalités (municípios) suivantes :
- Dionísio Cerqueira
- Palma Sola
- Princesa
- São José do Cedro